# Filikí Etería
Filikí Eteria (grško Φιλική Εταιρεία), Prijateljsko društvo, Društvo prijateljev, Društvo tovarišev ali pa Heterija prijateljev je bilo ustanovljeno leta 1814 v Odesi. Bilo je najpomembnejše med tajnimi združenji, ki  so jih rodile ideje ameriške in francoske revolucije v romunski, srbski in zlasti grški družbi na Balkanu pod osmansko okupacijo: v kneževinah Moldavija in Vlaška je to bilo društvo Frăția (bratstvo), v Srbiji Skupština Obrenoviča in pa v Grčiji Filikí Etería, katerega cilj je bila neodvisnost Grčije.
Filikí Etería je bila tako izraz grškega nacionalnega čustva kot vzrok, ki je to nacionalno čustvo preusmerilo v vstajo. Začetek je bil težak, tako kadrovsko kot finančno. Ugledni fanariotski princ Alexander Ypsilantis je aprila 1820 prevzel vodstvo.
Člani društva so bili v glavnem mladi fanariotski Grki iz Carigrada in Ruskega cesarstva, lokalni politični in vojaški voditelji z grške celine in otokov, pa tudi več pravoslavnih krščanskih voditeljev iz drugih držav, ki so bile pod helenskim vplivom, na primer Karađorđe iz Srbije, Tudor Vladimirescu iz Romunije in arvanitski vojaški poveljniki.  
Društvo je odigralo temeljno vlogo pri pripravi in razvoju grške osamosvojitvene vojne. Na pobudo Filikí Etería je spomladi 1821 izbruhnila vstaja v kneževinah Moldavija in Vlaška ter na Peloponezu. 1. januarja 1822 je zasedanje državnega zbora v Epidavru razglasilo grško neodvisnost. Petnajst dni kasneje je zastavo Héterije zamenjala modro-bela grška zastava. 
Društvo je odigralo svojo vlogo in bilo razpuščeno.